# Brevicornu marshalli
Brevicornu marshalli är en tvåvingeart som beskrevs av Zaitzev 2002. Brevicornu marshalli ingår i släktet Brevicornu och familjen svampmyggor. Inga underarter finns listade i Catalogue of Life.